# Дебальцево (село)
Дебальцево (укр. Дебальцеве) — село, Дебальцевский сельский совет, Васильковский район, Днепропетровская область, Украина.
Код КОАТУУ — 1220784101. Население по переписи 2024 года составляло 705 человек.
Является административным центром Дебальцевского сельского совета, в который, кроме того, входят сёла Весёлый Кут, Луговое, Новотерсянское, Охотничье, Перевальское и Пришиб.

## Географическое положение
Село Дебальцево находится на левом берегу реки Волчья, выше по течению на расстоянии в 0,5 км расположено село Охотничье, на противоположном берегу — село Григоровка. Река в этом месте извилистая, образует лиманы, старицы и заболоченные озёра.

## Экономика
- Ланы-2000.
- Аграрий-2000

## Объекты социальной сферы
- Школа.
- Культурный центр.
- Музей истории.

## Достопримечательности
- В селе хранится историческая памятка XI—XII веков — каменная баба.